# 推遲時間
在電動力學裏，由於電磁波傳播於真空的速度是有限的，觀測者偵測到電磁波的時間，會不同於這電磁波發射的時間，稱為推遲時間。
從馬克士威方程組，可以推導出電磁波傳播於自由空間的速度是光速 {\displaystyle c\,\!} 。由於光速是有限的，在時間 {\displaystyle t_{r}\,\!} 發射出來的光子，需要經過一些時間，才能移動到距離為 {\displaystyle r\,\!} 的觀測者。所以，觀測者偵測到這光子的時間 {\displaystyle t\,\!} ，遵守公式
{\displaystyle t=t_{r}+{\frac {r}{c}}\,\!} 。
因此，可以定義推遲時間為 
{\displaystyle t_{r}\ {\stackrel {def}{=}}\ t-{\frac {r}{c}}\,\!} 。
推遲時間的概念意味著電磁波的傳播不是瞬時的。電磁波從發射位置傳播到終點位置，需要一段傳播期間，稱為時間延遲。與日常生活的速度來比，電磁波傳播的速度相當快。因此，對於小尺寸系統，這時間延遲，通常很難被注意到。例如，從開啟電燈泡到這電燈泡的光波抵達到觀測者的雙眼，所經過的時間延遲，只有幾億分之一秒。但是，對於大尺寸系統，像太陽照射陽光到地球，時間延遲大約為 8 分鐘，比較能夠被觀測到。

## 參閱
- 推遲勢
- 非齊次的電磁波方程式
- 黎納-維謝勢
- 拉莫方程式
- 阿布拉罕-勞侖茲力
- 狹義相對論